# Pendingan
Pendingan is een bestuurslaag in het regentschap Musi Rawas van de provincie Zuid-Sumatra, Indonesië. Pendingan telt 981 inwoners (volkstelling 2010).